# Manuela Dominioni
Manuela Dominioni (* 12. Juni 1990) ist eine ehemalige Schweizer Unihockeyspielerin auf der Position des Stürmers, welche bei Piranha Chur unter Vertrag stand.

## Karriere

### Verein
Der erste Verein von Manuela Dominioni war zu Juniorenzeiten der UHC Calanda Flyers Trimmis, bevor sie zu Piranha Chur wechselte. Zur Saison 2007/08 wurde Dominioni Bestandteil der ersten Mannschaft der Churerinnen in der damaligen Swiss Mobiliar League. Mit Piranha Chur konnte sie sieben Trophäen, darunter sechs Meisterschaften und ein Mal den Schweizer Cup, in die Höhe stemmen. Die Cupfinals 2008 und 2014 unterlagen die Churerinnen deren Kontrahenten. Dominioni wurde immer wieder von Knie- und Rückenbeschwerden geplagt. Am 26. Mai 2016 verkündete der Verein die Vertragsverlängerung mit Dominioni. Nach der Saison 2016/17 gab Dominioni ihren Rücktritt bekannt.

### Nationalmannschaft
Im Mai 2008 gewann Dominioni mit der Schweizer Unihockeynationalmannschaft der U19 den WM-Titel. 2015 spielte Dominioni an der Weltmeisterschaft in finnischen Tampere mit der Schweizer Unihockeynationalmannschaft um den Titel, schied jedoch im Halbfinal gegen den späteren Weltmeister Schweden aus. Während des Turniers erzielte sie ein Tor und einen Assist. 2016 erkläre Dominioni aus gesundheitlichen Gründen den Rücktritt aus dem Nationalteam.

## Titel und Erfolge
- Schweizer Meister: 2010, 2012, 2013, 2014, 2015, 2016
- Schweizer Cupsieger: 2013

## Privat
Dominioni arbeitet neben dem Unihockey als Personalberaterin.